# An Unearthly Child
An Unearthly Child (trad. litt. : « Une enfant qui ne vient pas de la Terre ») est le premier feuilleton de la première saison de la série télévisée britannique de science-fiction Doctor Who, diffusé pour la première fois en quatre parties hebdomadaires du 23 novembre au 14 décembre 1963. Écrit par le scénariste australien Anthony Coburn, il introduit William Hartnell en tant que Premier Docteur, Carole Ann Ford dans le rôle de sa petite-fille Susan Foreman, Jacqueline Hill dans le rôle de Barbara Wright et William Russell dans celui de Ian Chesterton, tous deux professeurs de Susan. La première partie nous présente la découverte par Ian et Barbara du Docteur et de son TARDIS dans une ferraillerie abandonnée de Londres. Les trois autres parties de l'épisode montrent le Docteur et ses compagnons au milieu d'une lutte de pouvoir entre des hommes préhistoriques ayant perdu le secret du feu.

## Distribution
- William Hartnell : Le Docteur
- Carole Ann Ford : Susan Foreman
- Jacqueline Hill : Barbara Wright
- William Russell : Ian Chesterton
- Derek Newark : Za
- Alethea Charlton : Hur
- Eileen Way : vieille mère
- Jeremy Young : Kal
- Howard Lang : Horg
- Reg Cranfield : le policier

## Résumé

### An Unearthly Child
L'épisode s'ouvre la nuit, à Londres en 1963 où un agent de police londonien passe devant une décharge de ferrailleur aux murs de laquelle est affiché "I.M Foreman". Un peu plus tard, dans un lycée de Londres, deux professeurs, Ian Chesterton et Barbara Wright discutent d'une de leurs élèves, Susan Foreman. Très douée en histoire, Barbara lui a proposé de suivre des cours plus assidus dans cette matière, mais la jeune fille refuse qu'on l'approche en dehors des heures de cours. Barbara explique à Ian qu'en outre, elle s'est rendue au domicile indiqué dans le dossier de Susan mais qu'elle n'y a trouvé qu'un dépotoir. Ian et Barbara décident d'aller voir la jeune fille, à laquelle Barbara avait promis un livre sur la Révolution Française et discutent un peu avec elle. Une fois les deux professeurs partis, Susan feuillette le livre et s'exclame « ça ne s'est pas passé comme ça. »
Prenant la jeune fille en filature, Ian et Barbara se rappellent les nombreuses fois où Susan semblait complètement en dehors de la réalité. Ils arrivent au dépotoir où ils perdent la trace de Susan, rentrée dans une cabine de police et tombent sur un vieil homme sarcastique qui leur conseille de faire demi-tour. Celui-ci refusant de répondre à leurs questions, Ian et Barbara rentrent dans la cabine et atterrissent au milieu d'une salle de commande ultra-moderne dans laquelle se trouve Susan. 
Celle-ci se montre effrayée par cette intrusion, tandis que le vieil homme (que Susan présente comme son grand-père, le Docteur) explique à Susan qu'à force d'être restés trop longtemps à la même époque, cela aurait dû arriver. Cela fait en effet cinq mois qu'ils sont à cette époque car Susan s'y plaisait énormément. Ian et Barbara sont ébahis par ce qu'ils considèrent comme une illusion, et ce malgré les explications de Susan et du Docteur leur affirmant qu'ils sont dans un vaisseau se déplaçant à travers le Temps et l'Espace, nommé le TARDIS. Tentant de convaincre Ian et Barbara qu'il ne s'agit que d'un jeu entre elle et son grand-père, Susan leur dit qu'elle est née à une autre époque sur un autre monde. Le ton s'enflamme lorsque le Docteur refuse que les deux professeurs sortent du lieu, de peur qu'ils n'ébruitent leur présence. Susan ne réussissant pas à faire un choix entre rester sur Terre ou partir avec lui, le Docteur fait décoller le TARDIS bien qu'Ian et Barbara se trouvent encore à son bord. Un voyage dans le temps s'opère et ils arrivent à la préhistoire.

### The Cave of Skulls
100 000 ans avant Jésus Christ. Une tribu d'hommes préhistoriques a perdu le pouvoir de faire du feu après la mort du seul homme capable d'en faire. Pendant ce temps, après un voyage secouant, Barbara et Ian se réveillent dans le TARDIS tandis que le Docteur et Susan sont en train de s'affairer autour des commandes. Encore incrédule, Ian demande au « docteur Foreman » d'ouvrir les portes du TARDIS afin de voir par lui-même s'ils ont bel et bien voyagé. Pendant qu'ils se baladent dans une lande caillouteuse préhistorique, le Docteur et Susan se demandent pourquoi le TARDIS reste toujours sous la forme d'une cabine de police bleue. Alors qu'Ian et Barbara s'interrogent sur l'identité du Docteur (qui leur avait répondu ne pas être le « docteur Foreman » mais juste "le Docteur"), celui-ci est enlevé par un homme préhistorique intrigué par ses allumettes. 
Le Docteur, inconscient, est emmené au milieu de la tribu qui se dispute les vertus du feu. Le Docteur se réveille et leur promet de faire du feu, mais celui-ci a perdu ses allumettes en chemin et l'homme qui l'a enlevé passe pour un menteur. Arrivés pour sauver le Docteur, Ian, Barbara et Susan sont enfermés dans une grotte remplie de crânes fracassés par la tribu.

### The Forest of Fear
Pendant que la tribu d'hommes préhistoriques dort, le Docteur et ses compagnons tentent de se défaire de leurs liens, mais sans succès. Durant la nuit, ils reçoivent la visite d'une vieille femme qui était effrayée par le feu et les relâche à condition qu'ils n'en fassent pas. Ils s'enfuient dans la forêt, poursuivis par certains membres de la tribu. Peu habitués à la fuite et à la vie en forêt, ils se disputent et Barbara, en proie à la panique, ne peut s'empêcher de hurler. 
Seulement, sous leurs yeux, un de leurs assaillants se fait attaquer par un animal. Malgré les réticences du Docteur, ses compagnons décident de le soigner tout de même. N'arrivant pas à le soigner sur place, ils décident de le transporter jusqu'au TARDIS. Entre-temps la vieille femme a été assassinée et lorsque le Docteur et ses compagnons arrivent à leur vaisseau, ils se font de nouveau capturer par la tribu.

### The Firemaker
Ramenés à l'intérieur des grottes par les hommes de la tribu, le Docteur et ses compagnons assistent au procès de l'homme qu'ils ont sauvé, accusé d'avoir tué la vieille femme. Seulement, le Docteur réussit à retourner la situation de sorte que le vrai tueur montre son couteau taché de sang. Ian promet aux hommes préhistoriques de faire du feu pour eux. Alors qu'ils sont ramenés pour la nuit dans la caverne aux crânes, une femme qui les a vus soigner un de leurs assaillants décide de parler à Za, le chef de la tribu et de les convaincre de leur bonne foi. Za décide de leur rendre visite pendant qu'Ian réussit à faire du feu en frottant des bâtons les uns contre les autres.
Cela n'empêche pas une rébellion contre Za de s'amorcer et celui-ci est attaqué par un autre homme préhistorique, Kal, alors qu'il est dans la grotte aux crânes. Le Docteur et ses compagnons sont alors témoins du combat entre les deux hommes et de l'assassinat du perdant par Za. Celui-ci, redevenu chef, emmène ses hommes chasser mais laisse le Docteur et ses compagnons en captivité au fond de la grotte pour qu'ils puissent faire du feu. Ian et Susan décident alors d'utiliser le feu et les crânes pour les effrayer et pouvoir ainsi s'enfuir.
Arrivés au TARDIS, ils échappent de peu à leurs poursuivants. Ne sachant pas où le TARDIS les emmène, ils se retrouvent dans un lieu étrange. Sortis pour regarder ce qu'ils pourraient trouver au dehors, ils ne peuvent alors voir le compteur de radiation se mettant à dangereusement paniquer.

## Continuité
- Dans la deuxième partie, quand Ian appelle le Docteur "docteur Foreman", celui-ci répond  : « Eh, Doctor Who? What's he talking about? » ce qui est la première utilisation du titre de la série dans un dialogue. Quelques minutes plus tard, Ian dira « That's not his name. Who is he? Doctor Who? » Bien qu'à ce moment-là la question soit surtout présentée comme un point d'intrigue (le nom du Docteur n'est pas Foreman), elle sera posée de nombreuses fois au cours de la série avec un effet humoristique.
- L'histoire se déroule en 1963, année pendant laquelle l'épisode a été diffusé : dans la seconde partie de l'épisode, Ian dit : « When we go out of that door, we won't be in a junkyard in London, in England, in the year 1963? » (Quand nous passerons cette porte, nous ne serons plus dans un dépotoir de Londres, en Angleterre, en 1963 ?). La période de l'année n'est pas précisée, mais beaucoup plus tard, dans l'épisode de 1988 Remembrance of the Daleks, mettant en scène le Septième Docteur et qui se passe peu après celui-ci, il est dit que c'était en novembre 1963. Le seul incident se référant aux évènements de l'époque est le moment où Susan, incapable de se souvenir combien il y a de shillings dans une livre sterling, se souvient que la livre n'a pas encore été décimalisée (décimalisation qui a été mise en place le 15 février 1971).
- Susan laisse le livre sur la Révolution Française sur son bureau dans la classe de Barbara et il est toujours là quand Ace combat un Dalek dans cette même salle dans Remembrance of the Daleks. Ace reçoit d'ailleurs une leçon de pré-décimalisation de l'argent similaire à la confusion de Susan.
- Le dépotoir des Foreman réapparaîtra dans trois autres épisodes : Attack of the Cybermen, Remembrance of the Daleks et Le Jour du Docteur.
- Coïncidence, la discussion entre Susan et ses professeurs porte sur un certain John Smith. Nom qui sera dans la seconde série, l'un des alias les plus utilisés par le Docteur.
- On voit aussi que le Docteur est très différent du personnage qu'il deviendra lorsque la série se développera. Si celui-ci se considère dans la seconde série comme fasciné par les humains et par leur esprit de combativité, il est, au début de la série, un misanthrope et sa petite-fille dit elle-même qu'elle connaît mieux « ces gens » que lui. D'ailleurs, dès la troisième partie, il semble comprendre la nécessité d'avoir des gens qui l'entourent et utilise même le mot « compagnon ». Il ne comprend pas que ceux-ci veuillent soigner un homme à terre car cela ne lui semble pas « logique ».
- C'est la première et dernière fois que des compagnons du Docteur sont malades et s'évanouissent lors de leur premier voyage dans le TARDIS.
- La phrase « one day we shall get back… yes, one day » (« un jour nous reviendrons… oui, un jour ») prononcée par le Docteur dans le tout premier épisode est reprise mot pour mot dans l'épisode La Chair vivante, deuxième partie par le double du onzième Docteur.
- Depuis l'épisode spécial Le Jour du Docteur, l'école dans laquelle Clara Oswald donne cours est la même que celle où Susan étudie. On aperçoit également le panneau qui masquait le dépotoir où était garé le TARDIS.

## Production

### Écriture
C'est lors d'une réunion, le 26 mars 1963 que sont posées les bases de Doctor Who. À l'époque, la BBC voulait une série de science-fiction et ainsi s'organise une réunion entre Donald Wilson (l'homme à la tête du département scénaristique de la BBC), Alice Frick, John Braybon (auteurs d'un rapport sur la SF auprès de la BBC) et le scénariste C.E. Webber. C'est lui qui composera l'équipe principale : des scientifiques, un homme jeune et fantastique et une femme superbe et proche de la trentaine accompagnés d'une figure un peu plus âgée et mystérieuse. Donald Wilson, lui, arrive avec l'idée d'une machine à voyager dans le temps qui voyagerait à la fois dans le temps et l'espace afin de pouvoir couvrir un spectre bien plus grand de la science-fiction. Un titre choisi est The Troubleshooters (terme qui pourrait se traduire par les experts ou les médiateurs.)
C'est Sydney Newman, chef de la production des séries de la BBC, qui, quelques mois plus tard, modifiera le projet. Il veut faire une série éducative et pense qu'il serait trop ennuyeux d'avoir des personnages trop savants, aussi il préfère avoir des professeurs plutôt que des scientifiques. Il veut aussi une jeune fille qui puisse se mettre dans le pétrin et servir à relancer l'action. C'est lui aussi qui avance l'idée d'un vaisseau plus grand à l'intérieur qu'à l'extérieur. Quant au personnage mature, il le veut mystérieux et mettra du temps à se décider avec C.E. Webber sur sa nature. Finalement, ils optent pour un personnage venu du futur, un vieil homme frêle qui fuit une guerre et qui aurait volé une machine à voyager dans le temps. Le titre de Doctor Who est alors avancé par Newman. 
En mai, il est décidé que la série serait composée de 8 serials de 7 à 8 épisodes afin de pouvoir couvrir toute la saison. Les personnages y seront Bridget, une adolescente de 15 ans, Lola McGovern, une femme de 24 ans, Cliff un homme fort et courageux de 27-28 ans et le Docteur, un vieil homme amnésique, qui a oublié son nom, semble à la recherche d'un objet inconnu et poursuivi par un ennemi indéfini.
L'épisode pilote est écrit par Anthony Coburn en juin 1963 devait en réalité être le second épisode du serial de Doctor Who. L'épisode pilote de Doctor Who devait être une histoire écrite par C.E. Webber nommée The Giants (Les Géants) mais Sydney Newman n'aimait pas trop ce script jugé trop coûteux étant donné qu'il aurait fallu faire apparaître les acteurs tout petits. De ce script seule la première partie sera réutilisée, même si réécrite par Coburn, qui en profitera pour rendre le personnage du Docteur moins aigri. C'est lui aussi qui aura l'idée de l'acronyme T.A.R.D.I.S. et de son apparence sous la forme de cabine de police, idée qu'il eut en passant devant une vraie cabine à la sortie de son bureau. Ne voulant pas qu'il y ait la moindre once d'ambiguïté sexuelle, Coburn instituera le Docteur comme grand-père de Susan, alors qu'elle était pensée au départ pour n'être qu'un simple compagnon comme les autres. Ne voulant pas que les personnages l'appellent Doctor Who à tout bout de champ, Coburn initie le fait que le titre de la série apparaisse sous forme de blague. 
Coburn sera renvoyé de la série une fois son script définitivement fini, lui-même ne s'entendant plus vraiment avec l'équipe de production. Malgré tout, sa participation au projet lui permettra toutefois de toucher de l'argent pour chaque utilisation du terme « TARDIS » dans la série. La plupart des scénaristes ne travaillaient d'ailleurs pas entre eux à l'époque et seul le script editor David Whitaker était chargé de transformer les scripts afin qu'il puisse rester une forme de continuité dans les aventures et dans la psychologie des personnages. D'ailleurs, ni lui, ni la productrice Verity Lambert n'aimaient vraiment le script de Coburn (qui s'étire longuement) mais ne pouvaient faire autrement faute de temps.
En juillet 1963, Whitaker se basera tout de même sur ce récit afin d'écrire quelques règles qui formeront une sorte de Bible de la série parmi lesquelles figuraient les règles suivantes : 
- Les personnages devront surtout utiliser leur propre intelligence et leurs connaissances plutôt que de se reposer sur une technologie de science-fiction.
- Les voyageurs ne devront pas changer le cours de l'Histoire.
- Le vaisseau ne devra pas revenir à l'époque où Susan et le Docteur sont partis. (À l'époque, les scénaristes pensaient les personnages comme des terriens issus de l'année 5733.)

### Casting
À l'origine, Rex Tucker est nommé à la production de la série, mais ses mésententes avec la jeune coproductrice Verity Lambert, nommée par Sydney Newman à la mi-juin 1963, auront raison de sa patience et il quitte le projet mi-août. C'est elle qui donnera une grande partie de la tonalité de la série et c'est elle qui effectuera le casting, y plaçant une amie à elle, Jacqueline Hill dans le rôle de Barbara. C'est elle aussi qui repère William Hartnell qui, à l'époque ne savait pas trop dans quoi il s'engageait. Ayant eu une carrière assez variée, ses derniers rôles se résumaient à jouer des militaires trop sérieux. 
Quant à Carole Ann Ford, elle est repérée par le réalisateur Waris Hussein en septembre 1963.

### Tournage
La première partie de l'épisode An Unearthly Child souffrit de nombreux problèmes techniques. Les épisodes de la BBC étaient tournés à l'époque dans des conditions proches du direct, notamment en raison de la technique qui était lourde à manier. Ainsi, les acteurs répétaient leur texte toute la semaine et pendant leurs déplacements, avant un tournage en deux heures le vendredi soir. Or, le 27 septembre au soir, les problèmes s'accumulèrent : les portes du TARDIS s'ouvrent et se ferment sans raison apparente coinçant l'actrice Jacqueline Hill au détour d'un plan, Susan Foreman (Carole Ann Ford) saute une ligne de dialogue, William Hartnell se cogne contre un mannequin, les effets sonores ne sont pas encore au point, etc. 
Peu satisfait de cet épisode, Sydney Newman demanda à la productrice Verity Lambert et au réalisateur Waris Hussein de retourner cet épisode, ce qui fut fait le 18 octobre 1963. Cette décision, assez inhabituelle pour l'époque, eut de nombreuses conséquences, comme le décalage du lancement de la série et un dépassement du budget qui faillit décider la BBC à annuler la série. 
Entre les deux versions de l'épisode, quelques changements sont effectués : le Docteur devait être vêtu d'un costume-cravate et non pas d'un costume Edwardien qu'il porta finalement et son comportement était encore plus menaçant qu'il ne l'était dans le pilote. À l'inverse, Susan a été habillée à la manière d'une lycéenne des années 1960 et n'a plus la tenue plus excentrique qu'elle portait dans la première version. Son personnage était d'ailleurs présenté comme encore plus étrange et faisant des tours à la limite de la magie. De plus, le Docteur et Susan disaient ouvertement venir du XLIXe siècle, un détail remplacé par la phrase « nous venons d'un autre temps, d'un autre monde » ce qui eut pour effet de changer l'univers de la série bien plus tard.  
La première version fut diffusée dans le cadre d'une rétrospective, par la BBC en août 1991 et elle figure depuis en bonus sur la version britannique du DVD de l'épisode.
Les trois autres parties furent tournées respectivement le 25 octobre, le 1er et 8 novembre 1963 (pour une diffusion un mois plus tard).

### Musique
Le générique de la série, le cahier des charges de Verity Lambert était celui-là : il fallait qu'il soit immédiatement reconnaissable lorsque la famille serait dans la cuisine. Il faut aussi qu'il évoque le futur. Elle souhaite au tout départ engager le groupe français de musique concrète "Les Structures Sonores" mais cela ne peut se faire. Elle engage alors le compositeur de la BBC Ron Grainer et lui demande un thème qui reste en mémoire. Une fois fini, ce thème sera donné à la BBC Workshop, responsable de tous les effets sonores (et responsable du son du TARDIS) et c'est une jeune femme du nom de Delia Derbyshire qui sera chargée de lui ajouter un côté futuriste. À l'époque, la technique est encore rudimentaire, et elle utilisera de nombreux sons ambiants (des cordes de piano frappés notamment) afin de lui donner un cachet totalement expérimental. 
Quant au générique à base d'images abstraites, elles attireront le spectateur sur la modernité de la série, à une époque où la plupart des génériques de la BBC n'étaient simplement composés que des noms de l'équipe.

### Titres alternatifs
Si chaque épisode a individuellement un nom lors de la diffusion, les arcs narratifs (ou serial) n'en possédaient pas. Les épisodes ont donc changé de nom que ce soit lors de l'écriture, de la production, de la diffusion ou de la rediffusion des épisodes. Les quatre épisodes qui forment An Unearthly Child (Un enfant qui ne vient pas de la Terre) ont ainsi reçu comme nom :
- The Tribe of Gum (La tribu de Gum) : Titre de travail lors de la production et qui fut donné à quelques journaux. On retrouve ce titre pour des travaux de référencements dans les années 1970 et 80 et une novélisation de cet épisode est sortie sous ce titre chez l'éditeur Titan Books.
- 100,000 BC (100 000 avant J.-C.) : Titre publicitaire donné à cet épisode lors de certaines publicités. On le retrouve nommé ainsi dans certains articles.
- The Paleolithic Age (Le paléolithique) : Utilisé par le producteur Verity Lambert dans une lettre aux téléspectateurs en 1964.
- The Stone Age (L’âge de pierre) :  Utilisé dans le listing d'une biographie parlant d'un épisode de 1965.
- An Unearthly Child : La réutilisation du titre du premier épisode ne fut finalement utilisée qu'en 1973 lors du spécial 10 ans de la série puis en 1976 dans The Making of Doctor Who. Ce fut à ce jour le titre canonique pour désigner le serial et réutilisé pour les rediffusions, les rééditions VHS et DVD, les novélisations et tout autre support commercial.

### Casting
Comme souvent dans les productions de l'époque, quatre des acteurs réapparaîtront plus tard dans d'autres épisodes de Doctor Who, Derek Newark dans Inferno (1970), Alethea Charlton dans The Time Meddler (1965), Eileen Way dans The Creature from the Pit (1979) et dans le film Les Daleks envahissent la Terre (Daleks: Invasion Earth 2150 AD) (1966), et Jeremy Young dans Mission to the Unknown (1965).

## Diffusion et réception
| Épisode            | Date de diffusion | Durée | Téléspectateurs en millions | Archives  |
| ------------------ | ----------------- | ----- | --------------------------- | --------- |
| An Unearthly Child | 23 novembre 1963  | 23:24 | 4,4                         | Film 16mm |
| The Cave of Skulls | 30 novembre 1963  | 24:26 | 5,9                         | Film 16mm |
| The Forest of Fear | 7 décembre 1963   | 23:38 | 6,9                         | Film 16mm |
| The Firemaker      | 14 décembre 1963  | 24:22 | 6,4                         | Film 16mm |

La série était destinée à remplir un creux dans la fin d'après-midi vers 18 h, l'heure du repas en Angleterre. 
La première partie de l'épisode a été diffusée pour la première fois le 23 novembre 1963 sur BBC1, le lendemain de l'assassinat du président John F. Kennedy. La transmission a été retardée de 80 secondes en raison des nouvelles informations sur l'assassinat. Cela eut aussi pour conséquence de détourner l'audience de la série qui ne fit que 4,4 millions de spectateurs. 
Une rediffusion de la première partie le 30 novembre 1963, juste avant la partie deux, fut décidée. Même si cette rediffusion n'a pas eu lieu en Irlande du Nord, elle amènera la série à être regardée par 6 millions de téléspectateurs et lancera enfin la série sur les rails. 
L'épisode a été rediffusé sur BBC2, à raison d'une partie par jour du lundi 2 novembre 1981 au jeudi 5 novembre 1981 à 17h40.

## Adaptations

### Novélisation
Une novélisation de l'épisode, nommée Doctor Who and an Unearthly Child, écrite par Terrance Dicks, est publiée en octobre 1981 aux éditions Target Books. Elle est par la suite traduite en français en 1987 dans la collection Igor et Grichka Bogdanoff présentent Doctor Who aux éditions Garancière sous le titre Docteur Who entre en scène. Elle connaît également une traduction allemande publiée aux éditions Goldmann sous le titre Doctor Who und das Kind von den Sternen (littéralement « Doctor Who et l'enfant des étoiles »).

### Bandes dessinées
À l'occasion du « Doctor Who Winter Special » du passage de l'année 1983 à 1984 est écrite une nouvelle adaptation, An Unearthly Child!, par Tim Quinn et Dicky Howett. L'histoire y est résumée et parodiée en quatre pages. La bande dessinée a été rééditée en couleurs par Marvel dans le magazine Doctor Who numéro 23 d'août 1986.

## DVD
L'épisode n'a jamais été édité en français, mais a connu plusieurs éditions au Royaume-Uni.  
- Une sortie fut faite en VHS en 1990[5]. Le pilote, jamais diffusé, fut intégré au coffret The Hartnell Years en 1991[6].
- Une version remastérisée du serial An Unearthly Child ressortie en 2000 en Angleterre et en Australie[7].
- L'épisode fut remastérisé une seconde fois et sorti en DVD en janvier 2006 avec les épisodes The Daleks et The Edge of Destruction dans un coffret DVD intitulé The Beginning, incluant toutes les versions du pilote[8].